# Маннима, Татьяна
Татьяна Маннима (эст. Tatjana Mannima; род. 10 января 1980, Кивиыли, Ида-Вирумаа) — эстонская лыжница, участница трёх Олимпийских игр. Она окончила в 1997 году Кивиылискую 2-ю среднюю школу и 2004 году факультет Физической культуры Ярославского государственного педагогического университета имени К. Д. Ушинского

## Карьера
В Кубке мира Маннима дебютировала в январе 2006 года, в марте 2007 года первый раз попала в тридцатку лучших в индивидуальной гонке на этапе Кубка мира. Всего на сегодняшний день имеет на своём счету 8 попаданий в тридцатку лучших на этапах Кубка мира, 6 в командных соревнованиях и 2 в личных. Лучшим достижением Маннима в общем итоговом зачёте Кубка мира является 95-е место в сезоне 2006-07.
На Олимпиаде-2006 в Турине стартовала в четырёх гонках: спринт — 41-е место, 10 км классикой — 51-е место, эстафета — 17-е место, масс-старт 30 км свободным стилем — 41-е место.
На Олимпиаде-2010 в Ванкувере стала 57-й в гонке на 10 км свободным ходом, 43-й в дуатлоне 7,5+7,5 км и 41-й в масс-старте на 30 км классикой.
За свою карьеру принимала участие в двух чемпионатах мира, лучший результат 14-е место в эстафете на чемпионате-2009, а в личных гонках 34-е место в масс-старте на 30 км свободным стилем на том же чемпионате.
Использует лыжи производства фирмы Fischer, ботинки и крепления Salomon.